# Herbord Karl Friedrich Bienemann von Bienenstamm
Herbord Karl Friedrich Bienemann von Bienenstamm (* 26. August 1778 in Libau; † 26. April 1840 in Riga) war ein deutsch-baltischer Landwirt, Publizist und Geograph.

## Leben
Herbord Karl Friedrich entstammte der 1794 reichsadlig nobilitierten deutsch-baltischen Familie Bienemann von Bienenstamm, die 1797 auch die baltische Adelsanerkennung erhielt. Sein Vater war der Gutsbesitzer und Kreismarschall Peter von Bienemann von Bienenstamm; seine Mutter Sophia Margaretha geb. Jacobs stammte aus Mitau. Er besuchte von 1793 bis 1797 das Gymnasium zum Grauen Kloster in Berlin und studierte 1797/98 an der Universität Göttingen. 
Im Juli 1798 lieferte er sich mit dem stud. jur. Ernst Anton Burggraf (1777–1848) in der Nähe von Hannoversch Münden ein Duell auf Pistolen, bei dem Burggraf verwundet wurde. Beide Duellanten wurden vom Universitätskonzil mit Relegation bestraft.
Da zugleich Zar Paul I. von Russland die Heimkehr aller studentischen Untertanen von den deutschen Hochschulen befahl, kehrte er für drei Jahre in sein Elternhaus zurück. Als Landwirt bewirtschaftete er die Güter Pleppen (1802–1816) bei Aizpute (deutsch Hasenpoth) sowie Mißhof und Hübbenetshof in Kurland (1819–1826). Er schaffte sich eine umfangreiche Bibliothek an. 
Jedoch durch den Druck der Zeiten und mancherley Umstände an seinem Wohlstande so gefährdet, musste er seine Güter verkaufen. 1824 zog er nach Riga, wo er zunächst in unfreywilliger Musse lebte.
Ab 1826 war er publizistisch tätig. Er gab 1826/27 und 1830–1833 die Nichtpolitische Zeitung für Deutsch-Rußland heraus, die wöchentlich erschien und besonders dem Rigaer Theater eingehende Aufmerksamkeit widmete. Nach dem Tod des General-Superintendenten Karl Gottlob Sonntag war er 1828 bis 1830 Herausgeber der Rigaische Stadtblätter.
1832 eröffnete er eine private Höhere Töchterschule.

## Schriften
- Geographischer Abriß der drei deutschen Ostsee-Provinzen Russlands, oder der Gouvernemens[!] Ehst-, Liv- und Kurland. Riga: Deubner, 1826

- Neue geographisch-statistische Beschreibung des kaiserlich-russischen Gouvernements Kurland, oder der ehemaligen Herzogthümer Kurland und Semgallen mit dem Stifte Pilten. Durchgesehen von E. A. Pfingsten. Nebst den colorirten Plännen der Städte Mitau, Libau und Windau und einer colorirten Karte von Kurland. Mitau und Leipzig: G. A. Reyher, 1841